# Індепенденс-голл
Індепенденс-голл (англ. Independence Hall) — будівля на площі Незалежності в Філадельфії, штат Пенсільванія, США, відома як місце, в якому обговорювали, погоджували і підписали в 1776 році Декларацію незалежності; місце підписання Конституції США. З 1775 по 1783 року будівля використовувалася як місце Другого Континентального конгресу. Від 1948 року будівля є частиною історичного парку США, в 1979 занесена ЮНЕСКО до списку об'єктів Світової спадщини.

## Історія будівництва
Спроєктована в георгіанському стилі Едмундом Вуллі (Edmund Woolley) і Ендрю Гамільтоном (Andrew Hamilton), будівля була побудована Вуллі в період з 1732 по 1753 року. Спочатку будівля призначалася для уряду Пенсильванії.
Індепенденс-голл побудований з червоної цегли. Найвища точка будівлі височить над землею на висоту 41 метра. До будівлі примикають ще 2 будівлі: стара будівля міської ради зі сходу і Конгрес-голл із заходу.

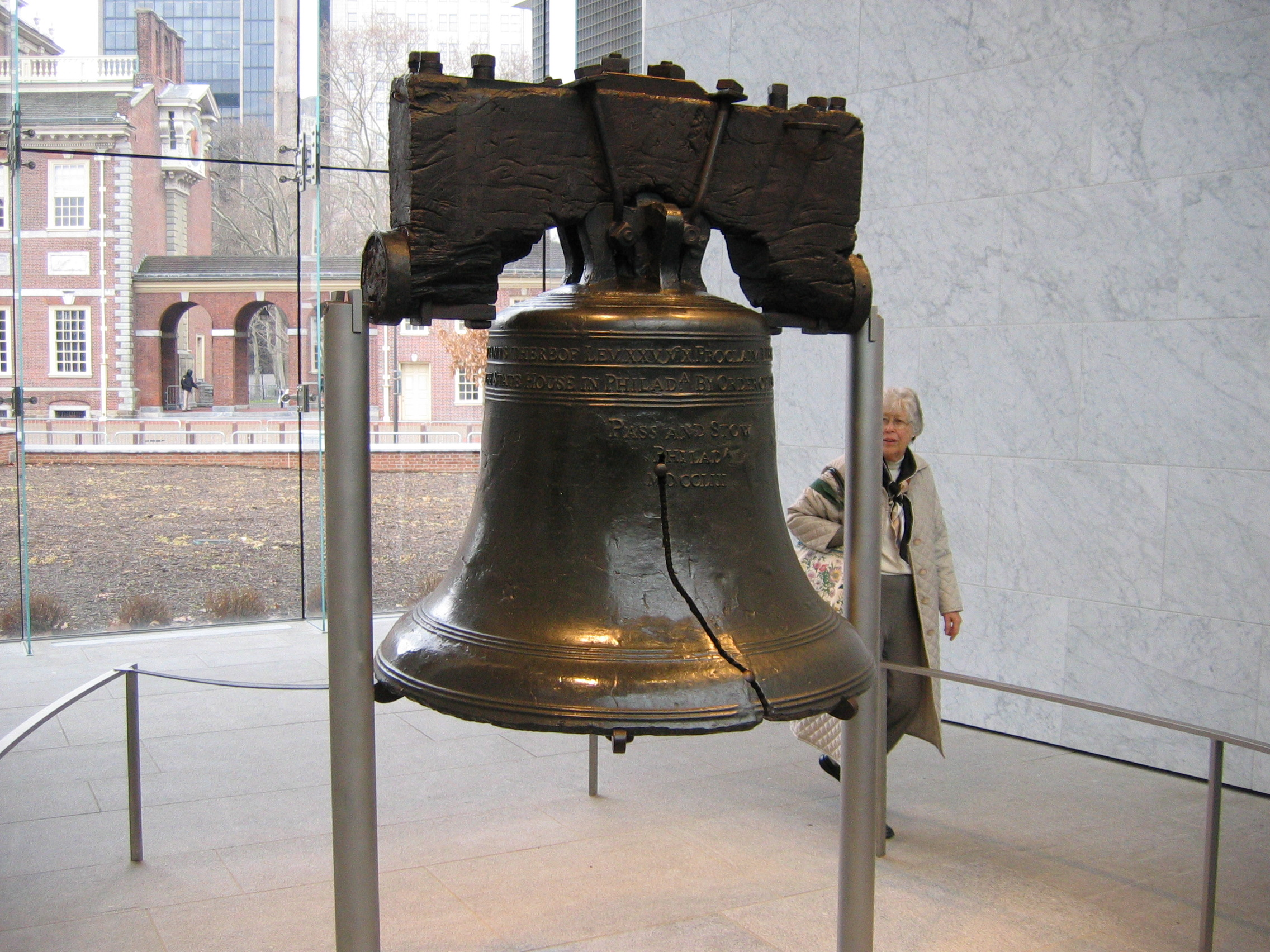
Дзвін Свободи

### Дзвін Свободи
Дзвіниця Індепенденс-голлу була місцем, де спочатку розташовувався Дзвін Свободи. Тепер на дзвіниці знаходиться Віковий дзвін (англ. Centennial Bell), створений в 1876 році на сторіччя оголошення незалежності. Дзвін Свободи виставляється на публіку в одному з сусідніх павільйонів.
У 1976 році королева Великої Британії Єлизавета II, будучи з візитом у Філадельфії, піднесла як подарунок американському народу репліку Вікового дзвону, виготовлену тим самим заводом, що й оригінальний дзвін. Зараз він встановлений на дзвіниці недалеко від Індепенденс-голлу.

## Історичні події

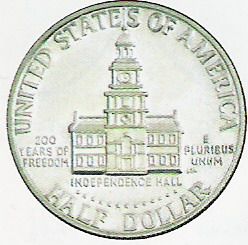
Зображення Індепенденс-голлу на 50-центовій монеті 1975—1976 років

### Робота Другого Континентального конгресу і Декларація Незалежності
У період 1775 по 1783 роки будівля Індепенденс-голлу було основним місцем збору Другого Континентального конгресу, зібраного з представників кожної з тринадцяти колоній. Декларація Незалежності була затверджена тут 4 липня 1776 року, а потім зачитана публіці на площі, яка відома зараз як площа Незалежності. Цей документ об'єднав колонії Північної Америки і проголосив їх незалежність від Великої Британії. Ця подія святкується 4 липня як День Незалежності.
14 червня 1775 в Індепенденс-голлі делегати Континентального конгресу обрали Джорджа Вашингтона командувачем Континентальною армією. 26 липня Бенджамін Франклін був обраний міністром пошт.